# Keiji Suzuki
Keiji Suzuki –en japonés, 鈴木 桂治, Suzuki Keiji– (Joso, 3 de junio de 1980) es un deportista japonés que compitió en judo.
Participó en los Juegos Olímpicos de Atenas 2004, obteniendo una medalla de oro en la categoría de +100 kg. En los Juegos Asiáticos de 2002 consiguió una medalla de oro.
Ganó cuatro medallas en el Campeonato Mundial de Judo entre los años 2003 y 2011, y dos medallas en el Campeonato Asiático de Judo en los años 2004 y 2009.

## Palmarés internacional
| Juegos Olímpicos    | Juegos Olímpicos      | Juegos Olímpicos  | Juegos Olímpicos |
| Año                 | Lugar                 | Medalla           | Categoría        |
| ------------------- | --------------------- | ----------------- | ---------------- |
| 2004                | Atenas (Grecia)       | Medalla de oro    | +100 kg          |
| Campeonato Mundial  |                       |                   |                  |
| Año                 | Lugar                 | Medalla           | Categoría        |
| 2003                | Osaka (Japón)         | Medalla de oro    | Abierta          |
| 2005                | El Cairo (Egipto)     | Medalla de oro    | –100 kg          |
| 2010                | Tokio (Japón)         | Medalla de bronce | Abierta          |
| 2011                | Tiumén (Rusia)        | Medalla de bronce | Abierta          |
| Juegos Asiáticos    |                       |                   |                  |
| Año                 | Lugar                 | Medalla           | Categoría        |
| 2002                | Busan (Corea del Sur) | Medalla de oro    | –100 kg          |
| Campeonato Asiático |                       |                   |                  |
| Año                 | Lugar                 | Medalla           | Categoría        |
| 2004                | Almaty (Kazajistán)   | Medalla de plata  | +100 kg          |
| 2009                | Taipéi (Taiwán)       | Medalla de plata  | +100 kg          |